# Четырнадцатипятнистая коровка
Четырнадцатипятнистая коровка (Calvia quatuordecimguttata) — вид божьих коровок из подсемейства Coccinellinae.

## Описание
Жуки примерно от 4,5 до 6 мм длиной, с широким, овальным и выпуклым телом. Их надкрылья от светло-коричневого до коричнево-красного с семью беловатыми пятнами, попарно расположенными по обе стороны от центра в четыре ряда. Грудной щит красновато-коричневый. Оба усика и ноги коричневые.

## Распространение
Жуки встречаются во всей Палеарктике и Северной Америке, но отсутствуют в районах Крайнего Севера. Обитают как во влажных, так и на сухих участках, таких как опушки леса и луга.

## Образ жизни
Зимуют жуки в почве. Как и большинство видов божьих коровок питаются как личинки, так и взрослые особи тлёй, а также листоблошками.

## Иллюстрации

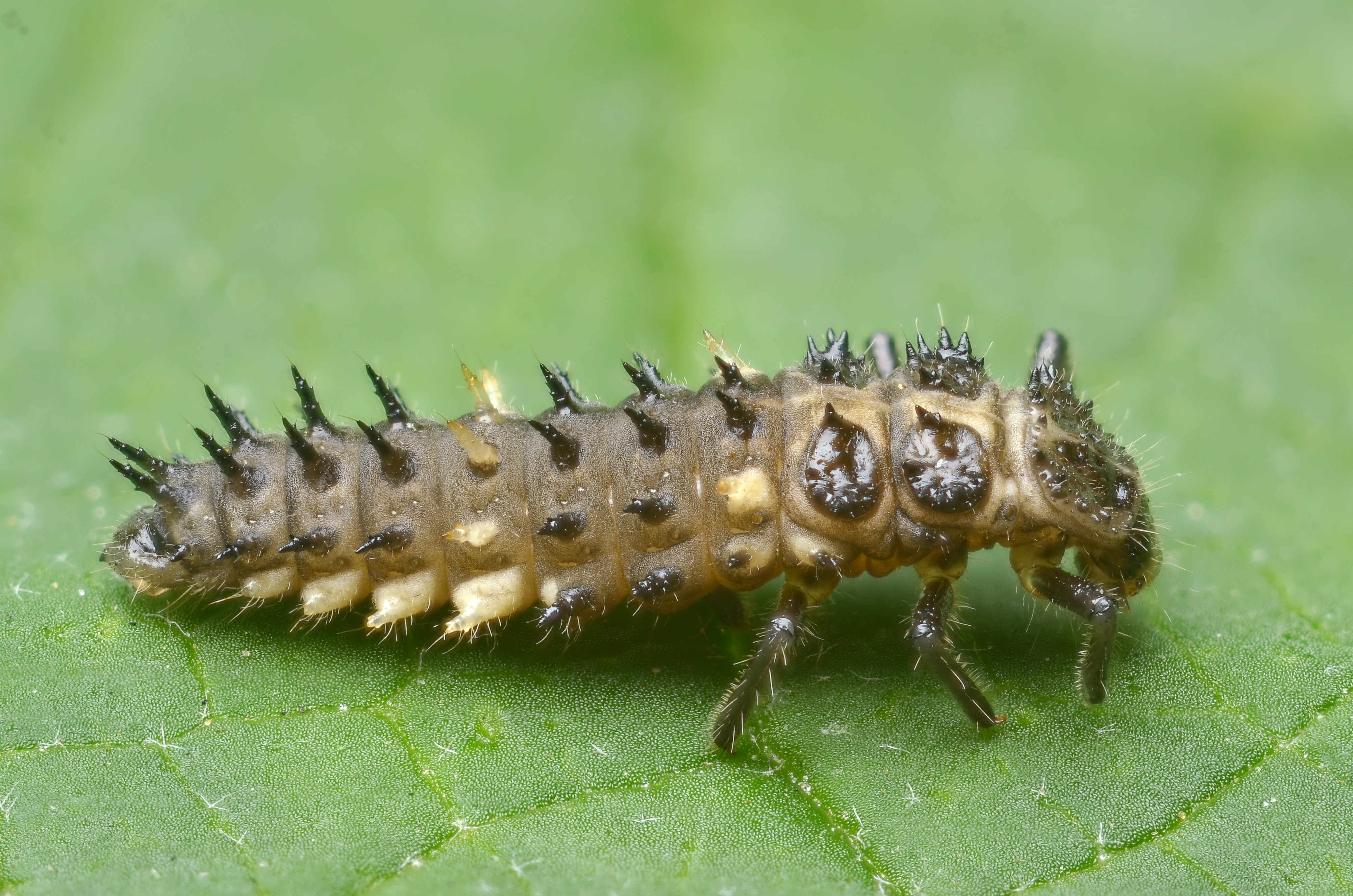
Личинка
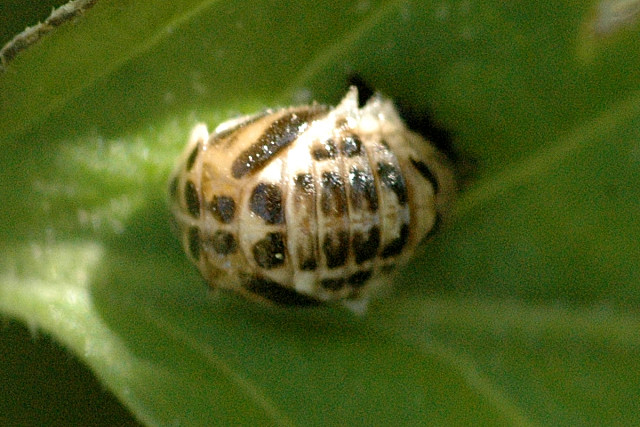
Куколка